# Frédéric Covili

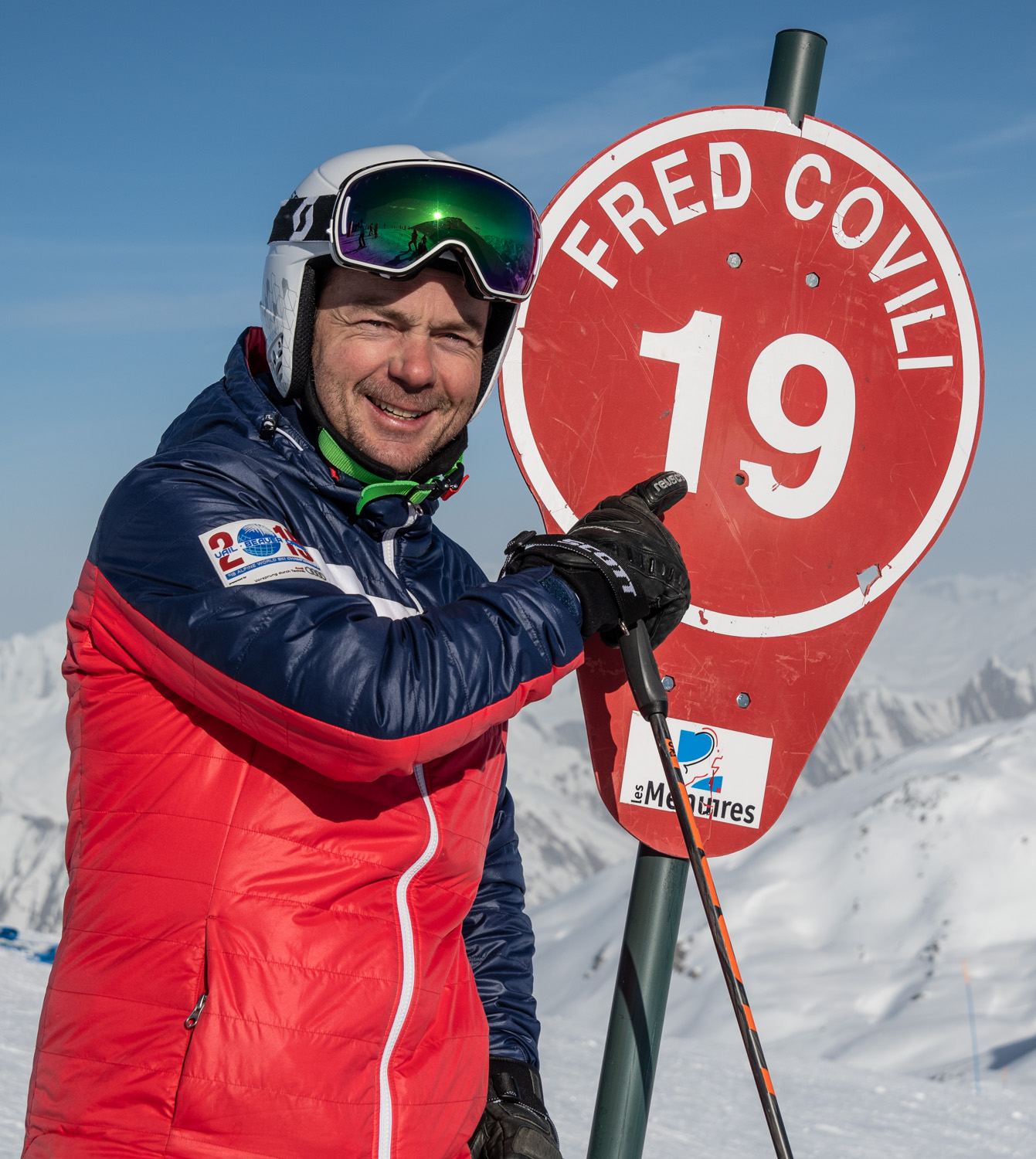

Frédéric Covili nació el 14 de noviembre de 1975 en Moûtiers (Francia), es un esquiador retirado que ganó 1 Medalla en el Campeonato del Mundo (1 de bronce), 1 Copa del Mundo en disciplina de Eslalon Gigante y 2 victorias en la Copa del Mundo de Esquí Alpino (con un total de 8 podiums).

## Resultados

### Juegos Olímpicos de Invierno
- 2002 en Salt Lake City, Estados Unidos
  - Eslalon Gigante: 15.º

### Campeonatos Mundiales
- 2001 en Sankt Anton am Arlberg, Austria
  - Eslalon Gigante: 3.º
- 2003 en St. Moritz, Suiza
  - Eslalon Gigante: 11.º

### Copa del Mundo

#### Clasificación general Copa del Mundo
- 1995-1996: 106.º
- 1996-1997: 123.º
- 1997-1998: 138.º
- 1999-2000: 100.º
- 2000-2001: 41.º
- 2001-2002: 12.º
- 2002-2003: 30.º
- 2003-2004: 43.º
- 2004-2005: 74.º
- 2005-2006: 125.º
- 2006-2007: 130.º
- 2007-2008: 93.º

#### Clasificación por disciplinas (Top-10)
- 2001-2002:
  - Eslalon Gigante: 1.º
- 2002-2003:
  - Eslalon Gigante: 4.º
- 2003-2004:
  - Eslalon Gigante: 7.º

#### Victorias en la Copa del Mundo (2)

##### Eslalon Gigante (2)
| Fecha                   | Lugar      |
| ----------------------- | ---------- |
| 28 de octubre de 2001   | Sölden     |
| 16 de diciembre de 2001 | Alta Badia |